# 円座

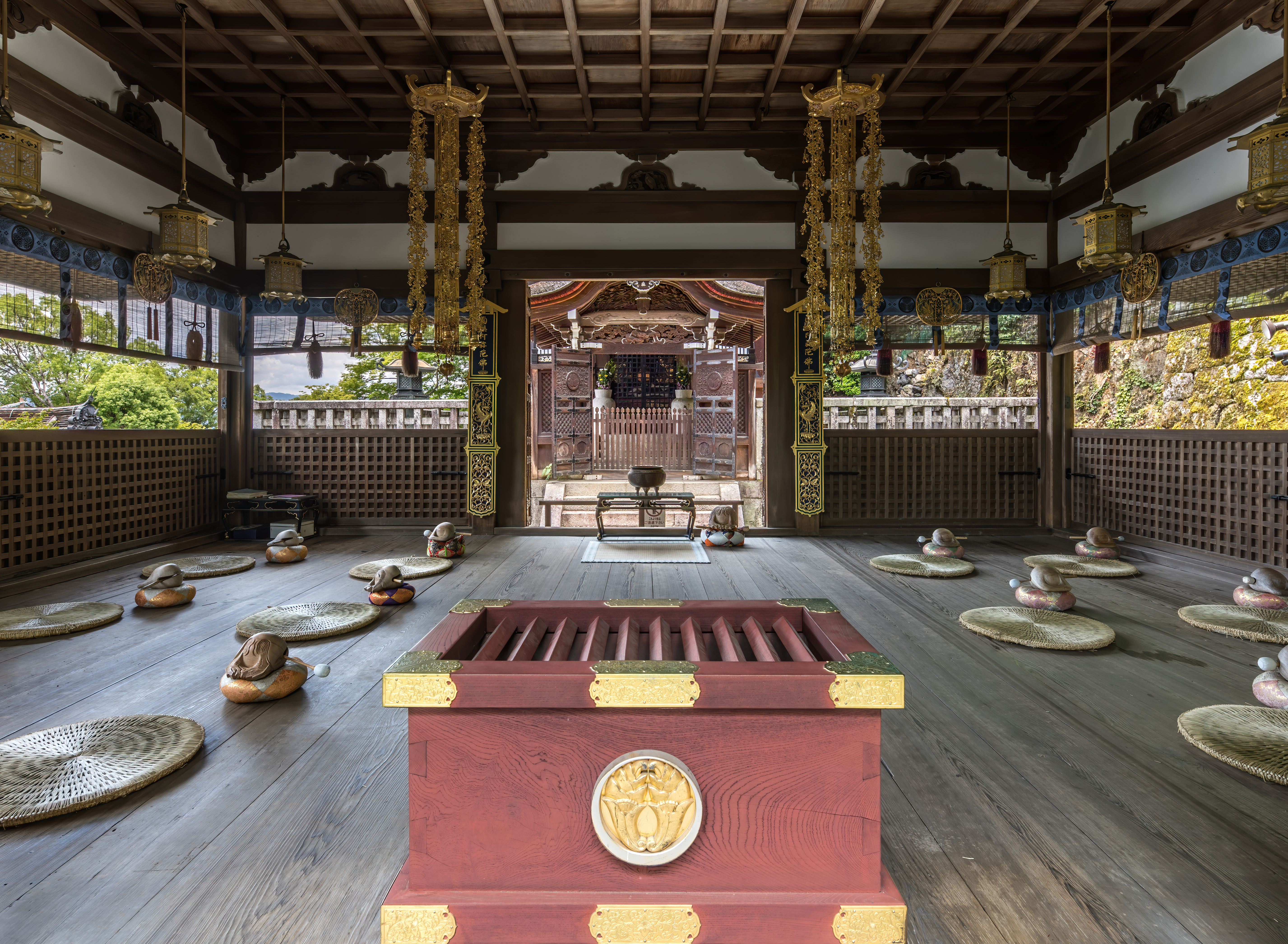
知恩院法然御廟（京都市）。円座が敷かれている。

円座（えんざ）は、日本の敷物の一種で、蒲、藁、藺、菅、蒋などを編み、丸く組んでつくる。わらふだ、わらうだともいう。庭上や板床、縁、場合によっては畳上などに敷いて用いる。特に菅製が上等とされ、讃岐国（現在の香川県）産は古代より宮中御用となっている（後述）。

## 種類
貴人の敷物として用いる円座は厚円座（あつえんざ）と呼び、一般の薄円座（うすえんざ）ないし無面円座（むめんえんざ）と区別する。厚円座は、紙で裏打ちした京筵を芯として真綿を加え、布をかぶせて縁に錦綾をめぐらせたものである。薄円座が板の上に敷かれることがもっぱらであるのに対して、厚円座は畳上に敷くことが多い。円座を包む布は身分によって変わる。『大饗雑事』によれば、公卿の円座は、表を白綾、裏を白生絹で包み、その縁については大納言は紫地錦、中納言は青地錦、参議は大文高麗と定められている。非参議大弁は表に綾を用いず、竜鬢筵を重ねて高麗の縁をめぐらせた薄円座に座る。
円座に関する記述は古くは『延喜式』掃部寮にみられ、藺円座の寸法は径三尺、菅円座は径三尺・厚一寸、蒋円座は径二尺五寸・厚五分とある。中世までは広く用いられたものの、近世に入り、木綿製の座布団が一般的になると、日常的な利用は衰退する。現代日本においては社寺や茶道の茶席において用いられる。茶道において用いられる円座は、竹皮でつくる。
現代日本においては、円座クッションという商品名で、ドーナツに似た形状のクッションが販売されている。

### 讃岐菅円座
讃岐菅円座は、菊芯と呼ばれる中心部から外側へ向けられた菅が、五つ程度の同心円をなしている精巧な造りである。高松藩松平家初代の松平頼重が保護し、円座師が技術を一子相伝し、かつては円座村（現在の高松市円座地区）が主産地であった。1952年（昭和27年）に当時一人だけになっていた円座師が死去して途絶え、地元の一級建築士が地元に残った現物から技術の復元に成功して設計図化しているが、将来に向けた継承が危ぶまれている。